# Железният човек
 Тази статия е за супергероя.  За филма от 2008 г. вижте Железният човек (филм).  
Железният човек (на английски: Iron Man) e измислен супергерой на Марвел Комикс. Негови създатели са Стан Лий, Джак Кърби и Дон Хек. Появява се за пръв път се в Tales of Suspence през март 1963 г. Главният герой в поредицата е богат милиардер на име Тони Старк. Когато осъществява един от експериментите си в пустинята, той е отвлечен от група терористи. Макар че не одобрява пъклените планове, той бързо измисля план за бягство. Изобретява железен костюм със способност да лети, като по този начин успява да избяга от тях. Докато е в плен, той създава реактор, който е вместо сърце. По принцип той трябва да изработи ракети за терористите. Вместо това Тони прави костюма на Железния човек, за да се измъкне. Най-големият му враг е Мандарина. През 2008 година е направен игрален филм по поредицата, като главната роля се изпълнява от Робърт Дауни Джуниър. През 2010 година е направена втора част на филма. През 2013 година излиза и третата част на филма. В първа част Тони Старк изобретява костюма, докато е в плен на терористи на име „девет пръстена“, които са негови лоялни клиенти. Той решава да спре продажбата на оръжия.
Във втора част Тони Старк е напът да умре, заради паладия, но ЩИТ му помагат с инжекция, която намалява симптомите на Старк. Той трябва да направи нов мини дъгов реактор, който не действа с паладий и намира вещество, което е заместител на паладия и не може да го убие.